# Discografia de Emicida
A discografia de Emicida, um rapper brasileiro, compreende dois álbuns de estúdio, dois álbuns ao vivo, quatro extended plays (EPs) e três mixtapes. A primeira aparição do rapper na mídia – fora as batalhas de improvisação – foi o single "Triunfo", acompanhado de um videoclipe com mais de 8 milhões de visualizações no YouTube. Emicida lançou seu trabalho de estreia em 2009, uma mixtape de vinte e cinco faixas intitulada, a Pra Quem Já Mordeu um Cachorro por Comida, até que Eu Cheguei Longe..., pela gravadora independente Laboratório Fantasma. Em fevereiro de 2010, seu segundo trabalho veio em formato de EP com o título Sua Mina Ouve Meu Rep tamém. Em 15 de setembro do mesmo ano, foi lançada a também mixtape Emicídio, adjunta a um single  homônimo. Além de ser cantor, Emicida atuou como repórter nos programas Manos e Minas, da TV Cultura e no sangue B da MTV.

## Álbuns

### Álbuns de estúdio
| Álbum                                                  | Detalhes                                                                                               | Vendas     | Certificações |
| ------------------------------------------------------ | --- | ---------- | ------------- |
| O Glorioso Retorno de Quem Nunca Esteve Aqui           | - Lançamento: 21 de agosto de 2013 - Formatos: CD, download digital - Gravadora: Laboratório Fantasma  |            |               |
| Sobre Crianças, Quadris, Pesadelos e Lições de Casa... | - Lançamento: 7 de agosto de 2015 - Formatos: CD, download digital - Gravadora: Laboratório Fantasma   | - : 40.000 | - PMB: Ouro   |
| AmarElo                                                | - Lançamento: 30 de outubro de 2019 - Formatos: CD, download digital - Gravadora: Laboratório Fantasma | - : 40.000 | - PMB: Ouro   |

### Álbuns de colaboração
| Álbum                                      | Detalhes                                                                                            |
| ------------------------------------------ | --------------------------------------------------------------------------------------------------- |
| Língua Franca (com Rael, Capicua e Valete) | - Lançamento: 26 de maio de 2017 - Formatos: CD, download digital - Gravadora: Laboratório Fantasma |

### Álbuns ao vivo
| Álbum                                                                | Detalhes                                                                                              |
| -------------------------------------------------------------------- | --- |
| 3 Temores in Concert: Ao Vivo no Estúdio Emme (com Projota e Rashid) | - Lançamento: 17 de agosto de 2012 - Formatos: CD, download digital - Gravadora: Laboratório Fantasma |
| Criolo & Emicida Ao Vivo (com Criolo)                                | - Lançamento: 2 de julho de 2013 - Formatos: CD, download digital - Gravadora: Oloko Records          |
| 10 anos de Triunfo                                                   | - Lançamento: Outubro de 2018 - Formatos: CD, download digital - Gravadora: Laboratório Fantasma      |

### Mixtapes
| Álbum                                                                  | Detalhes                                                                                                | Vendas     |
| ---------------------------------------------------------------------- | --- | ---------- |
| Pra quem já Mordeu um Cachorro por Comida, até que eu Cheguei Longe... | - Lançamento: 1 de maio de 2009 - Formatos: CD, download digital - Gravadora: Laboratório Fantasma      | - : 13.000 |
| Emicídio                                                               | - Lançamento: 15 de setembro de 2010 - Formatos: CD, download digital - Gravadora: Laboratório Fantasma | - : 13.000 |
| Remixtape                                                              | - Lançamento: 22 de janeiro de 2012 - Formatos: Download digital - Gravadora: Laboratório Fantasma      |            |

### Extended plays(EPs)
| Álbum                                     | Detalhes                                                                                              |
| ----------------------------------------- | --- |
| Sua Mina Ouve Meu Rep Tamém               | - Lançamento: 21 de agosto de 2013 - Formatos: EP, download digital - Gravadora: Laboratório Fantasma |
| Doozicabraba e a Revolução Silenciosa     | - Lançamento: 7 de agosto de 2015 - Formatos: EP, download digital - Gravadora: Laboratório Fantasma  |
| Ao Vivo no Rock in Rio (com Cidade Negra) | - Lançamento: 21 de novembro de 2013 - Formatos: Download digital - Gravadora: Laboratório Fantasma   |
| Rdio Sessions                             | - Lançamento: 1 de janeiro de 2016 - Formatos: Download digital - Gravadora: Laboratório Fantasma     |

### Álbuns de vídeo
| Álbum              | Detalhes                                                                                         |
| ------------------ | ------------------------------------------------------------------------------------------------ |
| 10 anos de Triunfo | - Lançamento: Outubro de 2018 - Formatos: CD, download digital - Gravadora: Laboratório Fantasma |

## Singles

### Como artista principal
| Título                                                                               | Ano  | Certificações  | Álbum                                                                  |
| ------------------------------------------------------------------------------------ | ---- | -------------- | ---------------------------------------------------------------------- |
| "Contraditório Vagabundo"                                                            | 2005 |                | Não adicionado à nenhum álbum                                          |
| "Triunfo"                                                                            | 2008 |                | Pra quem já Mordeu um Cachorro por Comida, Até que eu Cheguei Longe... |
| "E.M.I.C.I.D.A"                                                                      | 2009 |                | Pra quem já Mordeu um Cachorro por Comida, Até que eu Cheguei Longe... |
| "Avua Besouro"                                                                       | 2010 |                | Emicídio                                                               |
| "Emicídio"                                                                           | 2010 |                | Emicídio                                                               |
| "Rua Algusta"                                                                        | 2011 |                | Emicídio                                                               |
| "Então Toma!"                                                                        | 2011 |                | Emicídio                                                               |
| "Nova Ordem" (com Projota e Rashid)                                                  | 2011 |                | 3 Temores in Concert: Ao Vivo no Estúdio Emme                          |
| "Sorrisos e Lágrimas" (part. Rael)                                                   | 2011 |                | Doozicabraba e a Revolução Silenciosa                                  |
| "Viva"                                                                               | 2011 |                | Doozicabraba e a Revolução Silenciosa                                  |
| "Quero Ver Quarta-Feira" (part. Mart'nália)                                          | 2011 |                | Não adicionado à nenhum álbum                                          |
| "Zica, Vai Lá"                                                                       | 2012 |                | Doozicabraba e a Revolução Silenciosa                                  |
| "Dedo na Ferida"                                                                     | 2012 |                | Não adicionado à nenhum álbum                                          |
| "Rinha (Já Ouviu Falar?)"                                                            | 2012 |                | Emicídio                                                               |
| "Demorô" (com Criolo)                                                                | 2013 |                | Criolo & Emicida Ao Vivo                                               |
| "Crisântemo" (part. Dona Jacira)                                                     | 2013 |                | O Glorioso Retorno de Quem Nunca Esteve Aqui                           |
| "Hoje Cedo" (part. Pitty)                                                            | 2013 |                | O Glorioso Retorno de Quem Nunca Esteve Aqui                           |
| "Zoião"                                                                              | 2013 |                | O Glorioso Retorno de Quem Nunca Esteve Aqui                           |
| "Papel Caneta e Coração" (part. Coyote dos Beats)                                    | 2013 |                | Não adicionado à nenhum álbum                                          |
| "InSOMnia" (part. Ogi e DJ Caique)                                                   | 2014 |                | Não adicionado à nenhum álbum                                          |
| "Levanta e Anda" (part. Rael)                                                        | 2014 |                | O Glorioso Retorno de Quem Nunca Esteve Aqui                           |
| "Minha Vida" (part. Lakers e Pá)                                                     | 2014 |                | Não adicionado à nenhum álbum                                          |
| "Bonjour" (part. Féfé)                                                               | 2015 |                | Não adicionado à nenhum álbum                                          |
| "Boa Esperança" (part. J. Ghetto)                                                    | 2015 |                | Sobre Crianças, Quadris, Pesadelos e Lições de Casa...                 |
| "Passarinhos" (part. Vanessa da Mata)                                                | 2015 | - : 2× Platina | Sobre Crianças, Quadris, Pesadelos e Lições de Casa...                 |
| "Mãe" (part. Dona Jacira e Anna Tréa)                                                | 2016 |                | Sobre Crianças, Quadris, Pesadelos e Lições de Casa...                 |
| "Madagascar"                                                                         | 2016 |                | Sobre Crianças, Quadris, Pesadelos e Lições de Casa...                 |
| "Chapa"                                                                              | 2016 |                | Sobre Crianças, Quadris, Pesadelos e Lições de Casa...                 |
| "Mandume" (part. Drik Barbosa, Amiri, Rico Dalasam, Muzzike, Raphão Alaafin)         | 2016 |                | Sobre Crianças, Quadris, Pesadelos e Lições de Casa...                 |
| "Baiana" (part. Caetano Veloso)                                                      | 2017 | - : Ouro       | Sobre Crianças, Quadris, Pesadelos e Lições de Casa...                 |
| "Ela" (com Rael, Capicua e Valete)                                                   | 2017 |                | Língua Franca                                                          |
| "Ideal" (com Rael e Capicua)                                                         | 2017 |                | Língua Franca                                                          |
| "A Chapa É Quente" (com Rael)                                                        | 2017 |                | Língua Franca                                                          |
| "Oásis" (part. Miguel)                                                               | 2017 |                | Não adicionado à nenhum álbum                                          |
| "Pantera Negra"                                                                      | 2018 |                | 10 anos de Triunfo                                                     |
| "Hacia el Amor" (com Ibeyi)                                                          | 2018 |                | 10 anos de Triunfo                                                     |
| "Inácio da Catingueira"                                                              | 2018 |                | Não adicionado à nenhum álbum                                          |
| "Levanta e Anda" (com Barbatuques)                                                   | 2018 |                | Não adicionado à nenhum álbum                                          |
| "Rap do Motoboy" (com Fióti)                                                         | 2018 |                | Não adicionado à nenhum álbum                                          |
| "Vital"                                                                              | 2019 |                | Não adicionado à nenhum álbum                                          |
| "Eminência Parda" (part. Dona Onete, José Santiago e Papillon)                       | 2019 | - : Ouro       | Amarelo                                                                |
| "Final dos Tempos"                                                                   | 2019 |                | Não adicionado à nenhum álbum                                          |
| "Amarelo" (part. Majur e Pabllo Vittar)                                              | 2019 | - : Platina    | Amarelo                                                                |
| "Libre" (com Ibeyi)                                                                  | 2019 |                | Amarelo                                                                |
| "Pequenas Alegrias da Vida Adulta" (part. Marcos Valle e Thiago Ventura)             | 2020 | - : Ouro       | Amarelo                                                                |
| "Quem Tem Um Amigo (Tem Tudo)" (part. Zeca Pagodinho e Tokyo Ska Paraside Orchestra) | 2020 |                | Amarelo                                                                |
| "Sementes" (com Drik Barbosa)                                                        | 2020 |                | Não adicionado à nenhum álbum                                          |
| "Trevo, Figurinha e Suor na Camisa" (com Ivete Sangalo)                              | 2020 |                | Não adicionado à nenhum álbum                                          |
| "Mulheres Não Têm Que Chorar" (com Ivete Sangalo)                                    | 2020 |                | Não adicionado à nenhum álbum                                          |
| "É Tudo Pra Ontem" (com Gilberto Gil)                                                | 2020 |                | Não adicionado à nenhum álbum                                          |

### Como artista convidado
| "Só Rezo" (Remix) (NX Zero part. Emicida e Yo Yo)                                                    | 2010 | —  |              | Projeto Paralelo          |
| "Nordeste" (Don Pixote part. Emicida)                                                                | 2012 | —  |              | Don Pixote                |
| "Presença" (Skank part. Emicida)                                                                     | 2012 | —  |              | Adicionado à nenhum álbum |
| "Beats" (Mão de Oito part. Emicida e Kamau)                                                          | 2012 | —  |              | Um Dia Que Já Vem         |
| "Conto da Areia" (Aline Calixto part. Emicida)                                                       | 2013 | —  |              | Meu Ziriguidum            |
| "País do Futebol" (MC Guimê part. Emicida)                                                           | 2013 | 11 |              | Geração Brasil            |
| "I'm Alive" (Caetano Veloso part. Emicida, Criolo, Lenine, Pretinho da Serrinha e Sistah Mo Respect) | 2014 | —  |              | Adicionado à nenhum álbum |
| "Até o Fim Sampa" (Projetonave part. Emicida)                                                        | 2014 | —  |              | Adicionado à nenhum álbum |
| "Corpo e Alma" (Inquérito part. Emicida)                                                             | 2014 | —  |              | Corpo e Alma              |
| "Pretoriginal, Pt. 2" (DMN part. Emicida e Rashid)                                                   | 2017 | —  |              | Adicionado à nenhum álbum |
| "Muita Onda" (OQuadro part. Emicida e DJ Gug)                                                        | 2017 | —  |              | OQuadro                   |
| "Da Estação São Bento Ao Metrô Santa Cruz" (OQuadro part. Emicida e DJ Gug)                          | 2018 | —  |              | Adicionado à nenhum álbum |
| "Kilariô" (Os Ímpares part. Emicida)                                                                 | 2018 | —  |              | Adicionado à nenhum álbum |
| "O Céu é o Limite" (Devasto Prod com BK', Emicida, Mano Brown, Djonga, Rincon Sapiência e Rael)      | 2019 | —  |              | Adicionado à nenhum álbum |
| "Pipa Voada" (Rashid e Lukinhas part. Emicida)                                                       | 2020 | —  | - : Diamante | Tão Real                  |
| "Você Aprender a Amar?" (Priscilla Alcantara feat. Emicida)                                          | 2022 | —  | —            | Você Aprendeu a Amar?     |
| "—" denota singles que não entraram nas paradas ou não foram lançados no local.                      |      |    |              |                           |

### Singlespromocionais
| Título                                                   | Ano  | Álbum                                                  |
| -------------------------------------------------------- | ---- | ------------------------------------------------------ |
| "Trouble"                                                | 2012 | Não adicionado à nenhum álbum                          |
| "Aos Olhos de uma Criança" (com Drik Barbosa)            | 2013 | Não adicionado à nenhum álbum                          |
| "Obrigado, Darcy!" (part. Rael)                          | 2014 | Não adicionado à nenhum álbum                          |
| "Casa"                                                   | 2017 | Sobre Crianças, Quadris, Pesadelos e Lições de Casa... |
| "Yasuke (Bendito, Louvado Seja)"                         | 2017 | Não adicionado à nenhum álbum                          |
| "Avuá" (part. Rael e Kamau)                              | 2017 | Não adicionado à nenhum álbum                          |
| "Samba da Matrafona" (com Susana Félix e Zeca Pagodinho) | 2018 | Não adicionado à nenhum álbum                          |

## Outras aparições
| Canção                                        | Ano  | Outro(s) artista(s) | Álbum                                            |
| --------------------------------------------- | ---- | --- | ------------------------------------------------ |
| "Reunião"                                     | 2007 | Tio Fresh, DJ Hum, Kamau, Sombra, Max B.O., Cris Konebo, Maionezi, Mr.Bomba e Xis | Brazil Hip Hop Clube                             |
| "Porque Eu Rimo"                              | 2008 | Kamau, Rashid, Stefanie e Rincon Sapiência | Non Ducor Duco                                   |
| "Komwe"                                       | 2008 | Kamau | Non Ducor Duco                                   |
| "O Amor da Gente / Casa de Bamba"             | 2008 | Martinho da Vila | O Pequeno Burguês: Ao Vivo                       |
| "O Pequeno Burguês / Canta Canta Minha Gente" | 2008 | Martinho da Vila e Cidade Negra | O Pequeno Burguês: Ao Vivo                       |
| "Lágrimas da Voz"                             | 2009 | Nathy MC | Nathy MC                                         |
| "Já Demorô"                                   | 2010 | Inquérito | Mudança                                          |
| "Filhos de Ogum"                              | 2011 | MC Ralph e Kene Konaman | Os Afro-Raps                                     |
| "Roda"                                        | 2011 | Orquestra Contemporânea de Olinda | Red Hot + Rio 2                                  |
| "Colmeia"                                     | 2012 | Caldeira | Caldeira                                         |
| "9 Círculos"                                  | 2012 | — | Max Payne 3                                      |
| "Licença Aqui"                                | 2012 | Rael e Evandro Fióti | A Guide to Brazilian Rap, Vol. 1                 |
| "Viva! (Melô dos Vileiro)"                    | 2012 | Rael | A Guide to Brazilian Rap, Vol. 1                 |
| "Pequenas Empresas"                           | 2012 | Don Pixote e MV Bill | 100 % Hip Hop Brazil                             |
| "Cacariacô"                                   | 2012 | — | 100 % Hip Hop Brazil                             |
| "Apocalipsom A"                               | 2012 | Tom Zé | Tropicália Lixo Lógico                           |
| "Apocalipsom B"                               | 2012 | Tom Zé | Tropicália Lixo Lógico                           |
| "Uma Paixão"                                  | 2012 | Kaion e DJ Hum | Momento Bom                                      |
| "Escolhas"                                    | 2012 | Flow MC | Sensaflownal                                     |
| "Nega Boy"                                    | 2013 | Sapucapeta | O Baile do Sapuca - Ao Vivo                      |
| "Cava Cava"                                   | 2013 | Edi Rock e Don Pixote | Contra Nós Ninguém Será                          |
| "Confundindo Sábios"                          | 2013 | Rashid e DJ Mr Brown | Confundindo Sábios                               |
| "Agamamou"                                    | 2013 | Leandro Lehart | Sangue Bom                                       |
| "Oya"                                         | 2013 | Rael | Ainda Bem que Eu Segui as Batidas do Meu Coração |
| "Comportamentos Bizarros"                     | 2013 | Dealema | Alvorada da Alma                                 |
| "Os Inimigos Estão Proximo"                   | 2014 | DBS & A Quadrilha | Gordão Chefe                                     |
| "Manifesto"                                   | 2014 | Fresno e Lenine | Eu Sou a Maré Viva                               |
| "Bagaço da Laranja"                           | 2014 | — | Sambabook Zeca Pagodinho                         |
| "Camarão Que Dorme a Onda Leva"               | 2014 | Zeca Pagodinho, Roberta Sá, Jorge Ben Jor, Gilberto Gil, Djavan, Marcelo D2, Lenine, Frejat, Maria Rita, Beth Carvalho, Alcione, Diogo Nogueira, Dudu Nobre, Mumuzinho, Jorge Aragão, Martinho da Vila, Arlindo Cruz, Péricles, Almir Guineto, Nilze Carvalho, Rildo Hora, Monarco, Velha Guarda da Portela, Mariene de Castro, Gabrielzinho do Irajá e Sombrinha | Sambabook Zeca Pagodinho                         |
| "O Hip Hop É Foda, Pt. 2"                     | 2014 | Rael e MC Marechal | Diversoficando                                   |
| "Chiclete com Banana"                         | 2014 | Mart'nália | Mart'nália Em Samba!                             |
| "Vou Me Jogar"                                | 2014 | Pentágono, DJ Primo e Max B.O. | Natural                                          |
| "Tabu"                                        | 2014 | Tuty | O Homem Que Colecionava Flows                    |
| "Valores Invertidos"                          | 2015 | Dario e DJ Nyack | Primeiro Impacto                                 |
| "Rap do Silva / Rima do Silva"                | 2015 | Buchecha | Funk Pop                                         |
| "Moleque Atrevido"                            | 2016 | — | Sambabook Jorge Aragão                           |
| "Vou Festejar"                                | 2016 | Jorge Aragão, Anitta, Sandra de Sá, Baby do Brasil, Ivan Lins, Jorge Vercillo, Seu Jorge, Maria Rita, Lenine, Luciana Mello, Diogo Nogueira, Alcione, Beth Carvalho, Elza Soares, Zeca Pagodinho, Martinho da Vila, Péricles, Xande de Pilares, Fundo de Quintal, Luiz Melodia, Vander Lee, Joyce Cândido e Thais Macedo                                          | Sambabook Jorge Aragão                           |
| "Um Pouco de Amor"                            | 2016 | Leandro Lehart | Sambadélik, Vol. 1                               |
| "Olha pro Céu"                                | 2016 | Tokyo Ska Paradise Orchestra | Seleção Brasileira                               |
| "Seu Jogo"                                    | 2016 | Ponto de Equilíbrio | Essa É a Nossa Música                            |
| "Explotar"                                    | 2016 | Compass, Kool A.D., Rob Birch e Maluca | Compass                                          |
| "Sampa"                                       | 2016 | MC Guimê e Rael | Sou Filho da Lua                                 |
| "Eu Vou que Vou"                              | 2016 | MC Guimê | Sou Filho da Lua                                 |
| "É Assim Que"                                 | 2016 | Alexandre Re | Ritmo, Atitude e Poesia                          |
| "Chillin'"                                    | 2016 | Crew Peligrosos | Madafunkies                                      |
| "Uma Paixão"                                  | 2016 | DJ Hum e Kaion | DJ Hum e o Expresso do Groove                    |
| "Cundum"                                      | 2017 | Prettos | Essência da Origem                               |
| "Estrela Brilha"                              | 2017 | HMB | +                                                |
| "Django"                                      | 2017 | Coruja BC1 | No Dia dos Nossos                                |
| "InSOMnia 2"                                  | 2017 | Ogi, Diomedes Chinaski, CorujaBC1 e Marcela Maita | Pé no Chão                                       |